# Schwache Konvergenz
Die schwache Konvergenz ist ein Konvergenzbegriff in der Funktionalanalysis, einem Teilgebiet der Mathematik. Die schwache Konvergenz wird auf normierten Räumen definiert und liefert dort beispielsweise allgemeinere Kriterien für die Existenz von Minima und Maxima als die Konvergenz bezüglich der Norm des zugrundeliegenden Raumes.
Die schwache Konvergenz ist eng mit der schwachen Topologie verbunden und entspricht in einigen Fällen der Konvergenz bezüglich dieser Topologie. Jedoch kann es vorkommen, dass die Charakterisierung topologischer Eigenschaften durch Folgen (was bei der schwachen Konvergenz geschieht) nicht mit der rein topologischen Charakterisierung (wie sie bei der schwachen Topologie geschieht) zusammenfällt. So ist es möglich, dass abgeschlossene Mengen in der schwachen Topologie nicht schwach folgenabgeschlossen sind.

## Definition
Gegeben sei ein normierter Raum {\displaystyle X} sowie sein topologischer Dualraum {\displaystyle X'}, also der Vektorraum aller stetigen linearen Funktionale
{\displaystyle x'\colon X\to \mathbb {K} }.
Eine Folge {\displaystyle (x_{n})_{n\in \mathbb {N} }} in {\displaystyle X} heißt dann schwach konvergent gegen {\displaystyle x} (in {\displaystyle X}), wenn
{\displaystyle \lim _{n\to \infty }x'(x_{n})=x'(x)} für alle  {\displaystyle x'\in X'}
gilt.
Konvergiert die Folge {\displaystyle (x_{n})_{n\in \mathbb {N} }} schwach gegen {\displaystyle x}, so schreibt man {\displaystyle x_{n}\rightharpoonup x} oder auch {\displaystyle x_{n}{\stackrel {\sigma }{\rightarrow }}x} beziehungsweise {\displaystyle \textstyle \sigma {\text{-}}\!\lim _{n\to \infty }x_{n}=x}. Zur klareren Abgrenzung der schwachen Konvergenz wird die Konvergenz bezüglich der Norm von {\displaystyle X} dann auch starke Konvergenz oder Normkonvergenz genannt.

## Beispiel
Betrachtet man als normierten Raum {\displaystyle X} den Lp-Raum {\displaystyle L^{p}} mit {\displaystyle p\in (1,\infty )}, so ist aufgrund der Dualität von Lp-Räumen der Dualraum {\displaystyle X'} normisomorph zu {\displaystyle L^{q}}, wobei {\displaystyle q} der zu {\displaystyle p} konjugierte Index ist. Es gilt also {\displaystyle {\tfrac {1}{p}}+{\tfrac {1}{q}}=1}.
Somit besitzt jedes stetige lineare Funktional
{\displaystyle x'\colon X\to \mathbb {R} }
eine Darstellung von der Form
{\displaystyle x'(f)=\int fg\,\mathrm {d} \mu },
wobei {\displaystyle g\in L^{q}} und {\displaystyle f\in L^{p}} ist. Somit ist eine Funktionenfolge {\displaystyle (f_{n})_{n\in \mathbb {N} }} aus {\displaystyle L^{p}} genau dann schwach konvergent gegen {\displaystyle f\in L^{p}}, wenn
{\displaystyle \lim _{n\to \infty }\int f_{n}g\,\mathrm {d} \mu =\int fg\,\mathrm {d} \mu ,\quad {\text{f}}{\ddot {\text{u}}}{\text{r alle }}g\in L^{q}}
gilt. Dies ist genau die schwache Konvergenz in Lp.

## Grundlegende Eigenschaften

### Eindeutigkeit
Der Grenzwert von schwach konvergenten Folgen ist eindeutig bestimmt. Dies folgt aus der Tatsache, dass der Dualraum {\displaystyle X} trennt, das bedeutet:
Sind {\displaystyle x\neq y} aus {\displaystyle X}, so existiert ein {\displaystyle x'\in X'} mit {\displaystyle x'(x)\neq x'(y)}.
Dies ist eine Folgerung aus dem Satz von Hahn-Banach.

### Beschränktheit
Schwach konvergente Folgen sind stets beschränkt in {\displaystyle X}. Denn konvergiert {\displaystyle (x_{n})_{n\in \mathbb {N} }} schwach, so sind für alle {\displaystyle x'\in X'} die Folgen {\displaystyle (x'(x_{n}))_{n\in \mathbb {N} }} beschränkt in {\displaystyle \mathbb {K} }. Dies ist nach einem Korollar des Satzes von Banach-Steinhaus äquivalent zur Beschränktheit von {\displaystyle (x_{n})_{n\in \mathbb {N} }}.

### Benennung topologischer Eigenschaften
Topologische Eigenschaften, die über die schwache Konvergenz definiert werden, sind meist durch das Präfix "schwach folgen-" gekennzeichnet. So heißt eine Menge {\displaystyle M}
- schwach folgenabgeschlossen, wenn der Grenzwert jeder schwach konvergenten Folge in {\displaystyle M} wieder in {\displaystyle M} liegt
- schwach folgenkompakt, wenn jede Folge in {\displaystyle M} eine schwach konvergente Teilfolge besitzt, deren Grenzwert wieder in {\displaystyle M} liegt.

Diese Benennung gilt für alle topologischen Eigenschaften, die sich über Folgen definieren lassen. Ein weiteres Beispiel hierfür wäre die schwach relative Folgenkompaktheit. 
Diese Begriffe fallen im Allgemeinen nicht mit den entsprechenden rein topologischen Begriffen in der schwachen Topologie zusammen (Abgeschlossenheit, Kompaktheit, relative Kompaktheit etc.). Für Details siehe #Beziehung zur schwachen Topologie.

## Beziehung zur Normkonvergenz
Aus der Normkonvergenz folgt immer die schwache Konvergenz. Denn ist {\displaystyle (x_{n})_{n\in \mathbb {N} }} konvergent gegen {\displaystyle x} bezüglich der Norm, so gilt
{\displaystyle \lim _{n\to \infty }x'(x_{n})=x'(x)}
für alle {\displaystyle x'\in X'}, denn dies ist genau die von den {\displaystyle x'} geforderte Stetigkeit.
Im Allgemeinen gilt die Umkehrung nicht, es können also schwach konvergente Folgen existieren, die nicht normkonvergent sind. Der Satz von Mazur liefert eine eingeschränkte Umkehrung. Er besagt, dass aus den Folgengliedern einer schwach konvergenten Folge immer durch Konvexkombinationen eine zweite Folge konstruiert werden kann, die bezüglich der Norm konvergiert.
Ein Beispiel für eine schwach konvergente Folge, die nicht normkonvergent ist, lässt sich im Folgenraum {\displaystyle \ell ^{p}} konstruieren, wobei {\displaystyle p\in (1,\infty )} ist. Wählt man als Folge
{\displaystyle e_{1}=(1,0,0,\dots ),\,e_{2}=(0,1,0,0,\dots ),\dots },
so ist immer
{\displaystyle \lim _{n\to \infty }\|e_{n}\|_{\ell ^{p}}=1}.
Ist aber {\displaystyle \Phi \in \left(\ell ^{p}\right)'}, so gibt es eine Folge {\displaystyle (a_{n})_{n\in \mathbb {N} }} aus {\displaystyle \ell ^{q}}, so dass
{\displaystyle \Phi (x)=\sum _{i=1}^{\infty }a_{i}x_{i}}
ist. Dabei ist {\displaystyle q} wieder der zu {\displaystyle p} konjugierte Index. Somit ist
{\displaystyle \lim _{n\to \infty }\Phi (e_{n})=\lim _{n\to \infty }a_{n}=0},
da {\displaystyle (a_{n})_{n\in \mathbb {N} }} eine Nullfolge ist. Somit konvergiert die Folge schwach gegen 0, aber nicht bezüglich der Norm gegen 0.
Insbesondere ist die Norm {\displaystyle \|\cdot \|} nicht mehr stetig bezüglich der schwachen Konvergenz, sondern nur noch unterhalbstetig. Ist also eine Folge {\displaystyle (x_{n})_{n\in \mathbb {N} }} schwach konvergent in {\displaystyle X} gegen {\displaystyle x}, so gilt
{\displaystyle \|x\|\leq \liminf _{n\to \infty }\|x_{n}\|}.

## Beziehung zur schwachen Topologie
In metrischen Räumen können viele topologische Eigenschaften auf zweierlei äquivalente Arten charakterisiert werden: Entweder über Folgen und deren Eigenschaften oder über die Eigenschaften der induzierten Topologie. Ein Beispiel hierfür ist die Abgeschlossenheit: Entweder man charakterisiert abgeschlossene Mengen als diejenigen Mengen, bei denen der Grenzwert einer konvergenten Folge wieder in der Menge enthalten ist, oder als das Komplement einer offenen Menge.
Die beiden obigen Charakterisierungen sind auch in allgemeinen topologischen Räumen noch möglich, die gewonnenen Begriffe stimmen dann aber im Allgemeinen nicht mehr miteinander überein. Zwar entspricht die schwache Konvergenz einer Folge genau der Konvergenz in der schwachen Topologie, die aus den Folgen gewonnenen Begriffe in Bezug auf Mengen sind jedoch von den auf der Topologie basierten Begriffen zu unterscheiden und werden daher mit dem Präfix "Folgen-" versehen (folgenabgeschlossen, folgenkompakt etc.)
Über die schwache Konvergenz gewonnene topologische Begriffe werden wie oben bereits erwähnt mit dem Präfix "schwach folgen-" versehenen. Die aus der schwachen Topologie gewonnenen Begriffe entsprechen dann der klassischen topologischen Charakterisierung und kommen mit dem Präfix "schwach " aus. Da die schwache Topologie im Allgemeinen nicht metrisierbar ist, fallen die beiden Arten der Charakterisierung auseinander. Daher müssen sie auch im Allgemeinen unterschieden werden. Aussagen, welche die Äquivalenz der beiden Charakterisierungen liefern, sind oft eigenständige Sätze. Zu ihnen gehört beispielsweise der Satz von Eberlein–Šmulian, welcher die Äquivalenz von Kompaktheit und Folgenkompaktheit bezüglich der schwachen Topologie auf Banachräumen feststellt.

## Beziehung zur Schwach-*-Konvergenz
Die schwache Konvergenz lässt sich problemlos auf den Dualraum {\displaystyle X'} übertragen. Bezeichnet {\displaystyle X''} den Bidualraum, so ist {\displaystyle (x'_{n})_{n\in \mathbb {N} }} schwach konvergent gegen {\displaystyle x'} in {\displaystyle X'}, wenn
{\displaystyle \lim _{n\to \infty }x''(x'_{n})=x''(x')} für alle  {\displaystyle x''\in X''}.
Im Dualraum kann auch noch die Schwach-*-Konvergenz definiert werden: Eine Folge {\displaystyle (x'_{n})_{n\in \mathbb {N} }} heißt schwach-*-konvergent gegen {\displaystyle x'\in X'}, wenn
{\displaystyle \lim _{n\to \infty }x_{n}'(x)=x'(x)} für alle  {\displaystyle x\in X}.
Bezeichnet man mit {\displaystyle J_{X}} die kanonische Abbildung in den Bidualraum, so konvergiert eine Folge {\displaystyle (x_{n})_{n\in \mathbb {N} }} genau dann schwach gegen {\displaystyle x} in {\displaystyle X}, wenn die Folge {\displaystyle (J_{X}(x_{n}))_{n\in \mathbb {N} }} schwach-* gegen {\displaystyle J_{X}(x)} in {\displaystyle X''} konvergiert. Außerdem folgt aus der schwachen Konvergenz in {\displaystyle X'} immer die Schwach-*-Konvergenz in {\displaystyle X'}. Beide Aussagen folgen im Wesentlichen aus den Eigenschaften der kanonischen Abbildung. Ist der Raum {\displaystyle X} reflexiv, so stimmen schwache Konvergenz in {\displaystyle X'} und Schwach-*-Konvergenz  in {\displaystyle X'} sogar überein.

## Reflexive Räume und schwache Konvergenz
In reflexiven Räumen gelten stärkere Aussagen für die schwache Konvergenz. Dies beruht darauf, dass dann per Definition die Abbildung {\displaystyle J_{X}}, welche unter anderem die schwache Konvergenz in {\displaystyle X} mit der Schwach-*-Konvergenz in {\displaystyle X''} verknüpft, zusätzlich surjektiv ist.
So besitzt in einem reflexiven Raum jede beschränkte Folge eine schwach konvergente Teilfolge. Wie oben bereits erwähnt stimmen bei reflexiven Räumen außerdem schwache Konvergenz in {\displaystyle X'} und Schwach-*-Konvergenz  in {\displaystyle X'} überein.

## Schwache Konvergenz in Hilberträumen
In einem Hilbertraum ist die schwache Konvergenz äquivalent zur Beschränktheit und komponentenweisen Konvergenz bezüglich einer Orthogonalbasis. Da jeder Hilbertraum reflexiv ist, besitzt also eine beschränkte Folge in einem Hilbertraum immer eine schwach konvergente Teilfolge.